# Peričnik
De Peričnik-waterval is een waterval ten zuiden van Mojstrana in de Vrata-vallei in de regio Gorenjska in het noordwesten van Slovenië.
De Peričnik-waterval is 52 meter hoog en ligt dicht bij de Koča pri Peričniku hut op 750 meter hoogte.